# Pherusa fucicola
Pherusa fucicola är en ringmaskart som beskrevs av Leach. Pherusa fucicola ingår i släktet Pherusa och familjen Flabelligeridae. Inga underarter finns listade i Catalogue of Life.